# Reino de Mann y las Islas
El reino de Mann y las Islas fue un estado hiberno-nórdico medieval que existió entre 1079 y 1266 y comprendía las actuales isla de Man, las Hébridas (islas del sur o Suðreyjar), las Orcadas y las Shetland (islas del norte o Norðreyjar). Los soberanos usaban el calificativo en latín Rex Manniae et Insularum («rey de Man y de las Islas»). En 1164 se dividió en dos reinos, reino de las Hébridas y el reino de Man.

## Origen
La primera constancia de incursiones vikingas se centran entre los años 800 y 815, el primer ataque en 798. Entre 850 y 990 hubo una masiva inmigración escandinava que crearon asentamientos permanentes más o menos sometidos al dominio del reino de Dublín y a partir de la década de 990 hasta 1079 la isla estuvo bajo la posesión del jarl de las Orcadas y en algún momento también de Jórvik.

## Godred Crovan
El reino de Mann se consolidó con el gobierno del caudillo vikingo Godred Crovan que asume el poder de la isla tras la batalla de Skyhill en 1079. Godred aporta la primera dinastía de gobernantes sin someterse a los hasta entonces poderes que administraban las islas, el reino de Dublín y el jarl de las Orcadas (normalmente subyugado a la corona de Noruega). Con la conquista de Mann por los ejércitos noruegos de Magnus III de Noruega que arrebatan el poder a Lagman, uno de los hijos de Godred Crovan, finaliza la Era vikinga y se inicia otro capítulo en la Edad Media de la isla.

## Extensión
El reino de extendía sobre todas las islas del norte del mar de Irlanda y las tierras al oeste de la costa occidental de Escocia:
- La isla de Man y sus dependencias, Calf of Man, Saint Michael, etc.
- Las Hébridas interiores
- Las Hébridas exteriores

Situación territorial del reino en torno al 1200, con los territorios de los descendientes de Somerled y los de la dinastía de Crovan.

La situación cambia en 1153 con la muerte de dos reyes que mantuvieron en equilibrio en la región David I de Escocia y Olaf I de Mann. Somerled, señor de Argyll y de Kintyre, atacó tres años más tarde Escocia y Mann con la esperanza de apoderarse del territorio. Mann estaba entonces gobernado por el hijo de Olaf I, Godfred V de Mann, cuñado de Somerled. El 6 de enero de 1156, Godfred fue derrotado por la flota de Somerled al oeste de Islay, no obstante deja el gobierno de las Hébridas exteriores y Mann a los vencidos. 
A la muerte de Somerled en 1164, sus tres hijos heredan territorios como reyes en la región:
- Engus (Angus), asesinado en 1210, la isla de Bute
- Dufgall, Isla de Mull, Isla de Coll, Tiree y Jura, ancestro del Clan MacDougall.
- Rögnvaldr (Reginald), Kintyre ancestro del Clan Donald, «Señores de las Islas».

Godfred V de Man y sus descendientes, conservarían la isla de Man y las Hébridas exteriores hasta 1248.
Dos descendientes de Somerled, Jon mac Dungadr (1249–1263) y Duggall mac Ruaidri (1263–1266), gobernaron como reyes de las Hébridas interiores que se unen a Mann, como vasallos de Haakon IV de Noruega, pero los descendientes de Godfred seguirán conservando el dominio de la isla hasta 1266.
El reino de Mann tuvo una gran influencia en el noroeste de Escocia y en algunas zonas al este de Irlanda como Furness, Whithorn, Argyll y Galloway.

## Ocaso
Ambos reinos fueron absorbidos por Escocia en el tratado de Perth (1266), posteriormente la soberanía de la isla de Man pasa a Inglaterra y hoy es una Dependencia de la Corona británica gozando de cierta autonomía. Las Hébridas se convirtieron en una región de Escocia.